# Adhocràcia
En la teoria de gestió d'organitzacions, el terme adhocràcia és l'absència de jerarquia, i és per tant l'oposat a burocràcia. És un mot híbrid entre ad hoc i el sufix -cràcia. Tots els membres d'una entitat tenen autoritat per a prendre decisions i efectuar accions que afecten el futur del grup.
Alvin Toffler afirma en El xoc del futur que les adhocràcies es tornaran més comunes i probablement reemplacen la burocràcia en el futur. També afig que el més freqüent serà que arriben com a estructures temporals, formades per a resoldre un problema donat i es dissoldran després. N'és un exemple els grups de treball interdepartamentals.
El terme es fa servir també per a descriure la forma de govern de la novel·la de ciència-ficció Tocant fons: en el regne màgic, de Cory Doctorow. La paraula l'encunyà al 1964 Bennis i Slater, i Henry Mintzberg incorporà aquest concepte en els tipus de configuracions organitzacionals. Per a ell les entitats adhocràtiques coordinen tasques amb l'adaptació mútua dels seus integrants, l'acceptació de la diversitat i la col·laboració asimètrica: no s'espera que els membres aporten el mateix ni en la mateixa proporció, sinó que es promou la col·laboració lliure, plaent, espontània, no coercitiva.
Són entitats orientades a la innovació i el canvi. Han de romandre flexibles perquè en canvien de forma interna sovint.

## Resum
Robert H. Waterman, Jr. va definir l'adhocràcia com “una manera d'organització que trenca les línies burocràtiques per aconseguir oportunitats, resoldre problemes i obtenir resultats”. Per a Henry Mintzberg, una adhocràcia és una forma d'organització complexa i dinàmica. Difereix de la burocràcia; com Toffler i Mintzberg considera la burocràcia una cosa del passat i l'adhocràcia una del futur. Quan es fa bé, l'adhocràcia pot ser molt adequada per a resoldre problemes, innovar i créixer en diversos ambients. Requereix sofisticació i a vegades sistemes tècnics automatitzats per a desenvolupar-se i créixer.

## Característiques
- Estructura altament orgànica, el treball es realitza en grups.
- Els grups estan formats per experts en un camp concret amb un objectiu comú.
- Poca formalització de capteniment: el resultat i l'actitud és responsabilitat de cada membre.
- Procediments baixos o no estandarditzats.
- Les funcions no estan clarament definides.
- Hi ha una descentralització selectiva.
- L'organització del treball és responsabilitat d'equips especialitzats.
- El treball segueix una línia horitzontal.
- És una cultura basada en el treball no burocràtic.

Tots els membres de l'organització tenen autoritat en les seues àrees especialitzades i en coordinació amb altres membres prenen decisions i accions que afecten el futur de l'entitat. No hi ha jerarquia.
Segons Robert H. Waterman, Jr.: “Els equips haurien de ser prou grans per a representar totes les parts de la burocràcia que es veuran afectades pel treball, i també prou petit per fer la tasca d'una manera eficaç.”

## Tipus
- Administrativa: “presenta un nucli operacional autònom; normalment en una burocràcia institucionalitzada com un departament governamental o una agència permanent.”[3]
- Operativa: resol problemes dels clients.

Alvin Toffler afirma en El xoc del futur que les adhocràcies es faran més comunes i reemplaçaran la burocràcia. Apareixeran més sovint com a estructures temporals formades per resoldre un problema i dissoldre's després. Un exemple en serien les forces operatives combinades (task force).

## Problemes
Els inconvenients d'una adhocràcia poden ser accions a mitjan fer, problemes personals sorgits de la naturalesa temporal de l'entitat, extremismes amb l'objectiu de convéncer i amenaces a la democràcia i legalitat per part d'adhocràcies de perfil baix. Per abordar aquests problemes, alguns investigadors de l'adhocràcia suggereixen un model híbrid entre adhocràcia i burocràcia, la buroadhocràcia.

## Similituds
En l'àmbit organitzatiu té punts en comú amb el consumidor proactiu i el fes-ho tu mateix. En l'àmbit polític pot trobar-se'n algun parentiu amb l'acràcia i la netocràcia.
En la mateixa Viquipèdia es formen adhocràcies per a projectes concrets.